# Kumlinge kommune
Kumlinges kommune er en kommune i nordøstligste del af skærgården i det selvstyrede Landskab Åland i Finland. Kommunens fire beboede øer er Kumlinge, Enklinge, Seglinge og Björkö. Der er ca. 800 øer i kommunen.
Kommunen havde 307 indbyggere i 2011 og har et areal på 99,09 km².